# Педро де Алькантара Альварес де Толедо Інфантадо
Педро де Алькантара Альварес де Толедо-і-Сальм-Сальм, 13-й герцог Інфантадо (ісп. Pedro Alcántara Álvarez de Toledo y Salm-Salm; 20 липня 1768 — 27 листопада 1841) — іспанський військовик і політик, державний секретар країни у 1825—1826 роках.

## Кар’єра
1808 року вступив до лав гвардії короля Хосе I, але невдовзі залишив її та почав закликати до війни проти французів. 1809 року Інфантадо командував армійським корпусом і двічі зазнав нищівної поразки від французького війська.
1823 року Інфантадо був призначений головою регентської ради, а після передачі влади королю Фернандо VII — членом державної ради. У жовтні 1825 року сформував свій кабінет, але вже наступного року був змушений подати у відставку. 